# Richard Hengst
Richard Hengst (* 2. Januar 1903 in Dortmund; † 1982) war ein deutscher Jurist in der Kommunalverwaltung. Während der deutschen Besatzung Luxemburgs war er von 1942 bis 1943 Oberbürgermeister der Stadt Luxemburg.

## Leben
Der studierte Jurist trat nach dem zweiten Staatsexamen in den Kommunaldienst ein. Ab 1929 war er zunächst Stadtassessor in Düsseldorf. Er trat zum 1. August 1932 der NSDAP (Mitgliedsnummer 1.269.822) und im Jahr darauf der SA bei. Ab 1932 war er Bürgermeister und als Nachfolger Erich Damerows vom 13. Juli 1933 bis 1940 Oberbürgermeister von Köthen. Dort war er zugleich Aufsichtsratsvorsitzender der Stadtwerke Köthen AG.
Nach Beginn des Zweiten Weltkrieges nahm er am Westfeldzug teil. Im August 1940 wurde er Stadtkommissar der Stadt Luxemburg und fungierte dort von Juli 1942 bis Juli 1943 als Oberbürgermeister. Aufgrund unterschiedlicher Auffassungen zur Politik in Luxemburg mit dem Chef der Zivilverwaltung (CdZ) in Luxemburg Gustav Simon wollte Hengst wieder Wehrdienst leisten. Das Reichsministerium des Innern lehnte dieses Ansinnen ab.  Hengst wurde im Oktober 1943 Oberbürgermeister von Liegnitz und bekleidete dieses Amt bis zum Kriegsende.
Kurz nach Kriegsende geriet er am 10. Mai 1945 in sowjetische Kriegsgefangenschaft, aus der er jedoch aufgrund von Kriegsverletzungen bereits im September 1945 entlassen wurde. Im Dezember 1945 wurde er durch Hanns Alexander nach Luxemburg überstellt und ins Gefängnis im Fort Rubamprez verbracht. Weil gegen ihn keine Anklage vorlag, wurde er nach Deutschland abgeschoben.
Hengst wurde entnazifiziert. Er betätigte sich als Rechtsberater in der Branntweinindustrie und wurde im Dezember 1951 an der Universität Marburg mit einer Arbeit zum Brennrecht zum Dr. jur. promoviert. Ab 1953 war er Stadtdirektor in Hameln und fungierte von 1955 bis zum Eintritt in den Ruhestand 1967 als Oberkreisdirektor des Landkreises Bersenbrück. Hengst zu Ehren wurde dort ein Altenpflegeheim und ein Findling als Denkmal für die Haseregulierung nach ihm benannt.
In der Sowjetischen Besatzungszone wurde seine Schrift „Aufbau der Stadtverwaltung in Luxemburg“ 1948 auf die Liste der auszusondernden Literatur gesetzt.
Er war Mitglied der Studentenverbindung AMV Innsbruck im SV.

## Schriften
- Aufbau der Stadtverwaltung in Luxemburg, Luxemburg 1941.
- Das Brennrecht in der deutschen Monopolgesetzgebung, Schloss Bleckede a.d. Elbe, meissner 1953 (zugleich Dissertation an der Universität Marburg).
- Werden und wachsen: Der Landkreis Bersenbrück von 1955–1965, Landkreis Bersenbrück 1966.